# 揚·馬托
揚·馬托（1982年1月3日—）是一位捷克網球運動員。2007年7月23日，他創下自己的ATP最高排名，為163位。